# 青山道

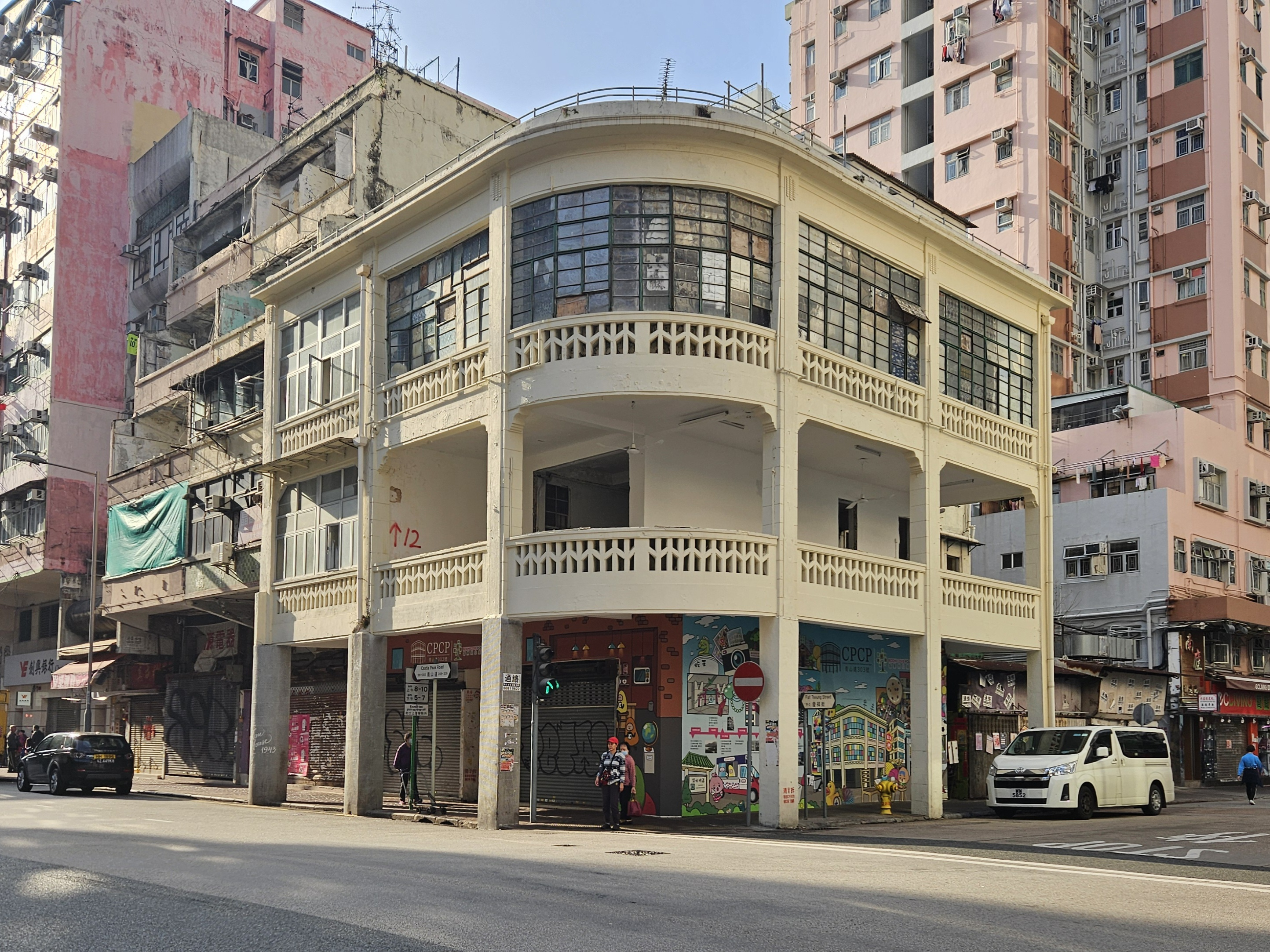
青山道301及303號為香港僅存的戰前弧形轉角唐樓之一，2019年1月，業主富豪酒店國際控股向屋宇署提交拆卸申請。

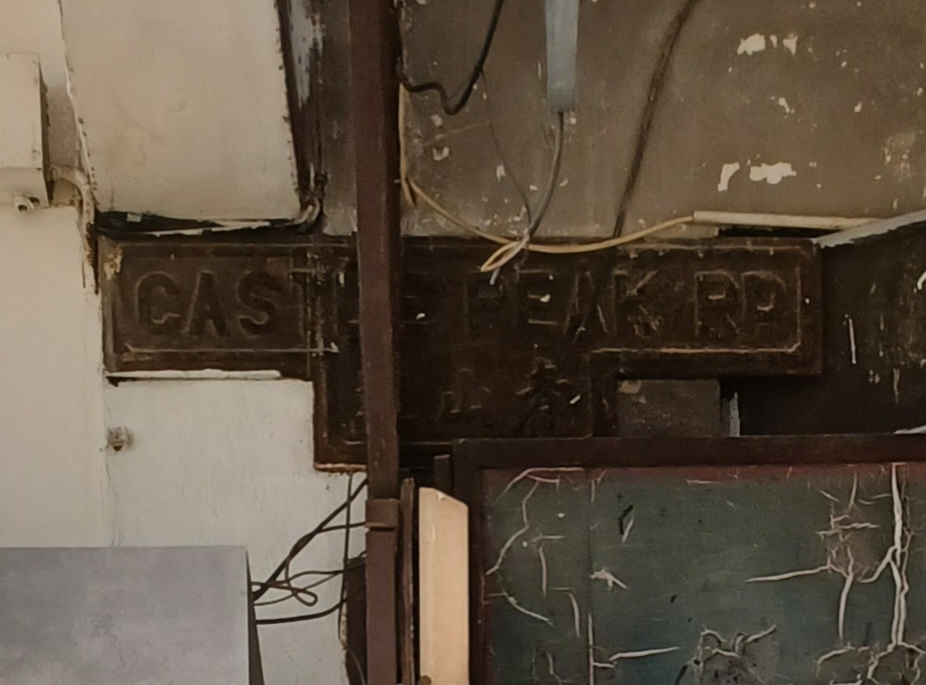
青山道凹角T型街牌

青山道（英語：Castle Peak Road）是香港九龍的一條道路，屬於青山公路的一部分，是青山公路的南端位於荔枝角至深水埗的一段。該路與大埔道（大埔公路近深水埗的一段）同樣是九龍區最早建成連接新界的公路。

## 概要
青山公路和大埔公路之興建目的為接駁九龍的彌敦道及新界東西部，方便開發新界，而青山道就是青山公路在新九龍市區內的一段。
青山道大部份位於深水埗區內，東接大埔道（近嘉頓中心），西至呈祥道（近蝴蝶谷交匯處）交界，經過荔枝角、長沙灣和深水埗，是青山公路市區段。
青山道大部分路段為單向東行，隨着區內道路發展，現分為兩段，以蝴蝶道及其上之青沙公路天橋為界，兩段並不能互通。由蝴蝶谷道至大埔道一段大多為單向東行（除桂林街至欽州街、通州西街至甘泉街之間一段為雙向行車）。此段在廣成街和青山道交界有明顯的彎位，該處轉向東南後與元州街平行，青山道作單向東行，而元州街作單向西行，皆爲區內重要道路。至於青沙公路天橋以西至蝴蝶谷交匯處一段為單向西行，只能由長沙灣道駛入，反方向車輛需經由蝴蝶谷道進入九龍。
青山道一帶是深水埗及長沙灣主要的住宅區，因此青山道幾成長沙灣舊區的代名詞，紅色小巴也以「青山道」為目的地。
現時最小雙數門牌號碼是青山道58號的嘉頓總辦事處，而2號至56號的雙數門牌已經不存在，現場所見是一個公園、園圃和安全島等，並設有由深水埗區議會設立的鐘樓。單數最小是3號，是鄰近桂林街的建新大廈。
1970年代前，青山公路於新界的路段亦名爲「青山道」；其後才易名爲「公路」。故此雖然官方分段中只有九龍一段方稱爲青山道，但一般而言，不少香港市民在談及青山公路時，會習慣通稱爲「青山道」，尤以荃葵一段因位處發展成熟的市區爲甚。

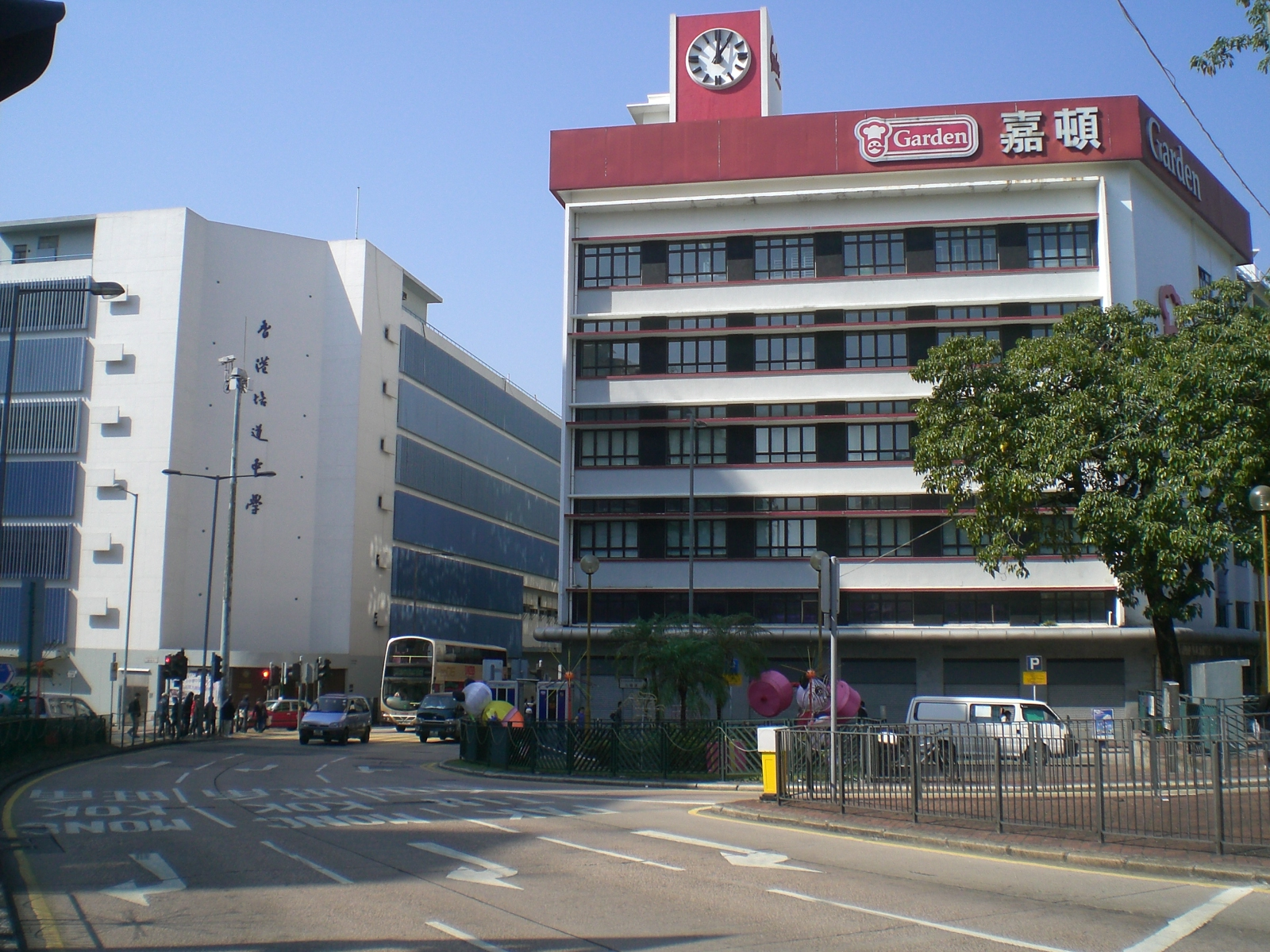
青山道鄰近嘉頓中心

## 沿線建築物
- 大埔道青山道休憩花園
- 嘉頓中心
- 陳樹渠紀念中學
- 寶血醫院（明愛）
- 天悅廣場
- 宇宙商場
- 青薈
- 喜韻
- 喜盈
- 富華廣場
- 青山道301及303號
- 映築
- One Madison
- 聯邦廣場
- One New York
- 光昌街變電站
- 香港紗廠工業大廈第六期
- 製衣工業中心
- 長沙灣郵政局
- 九龍廣場
- 香港工業中心
- 合興工業大廈
- 荔枝角收押所
- 饒宗頤文化館

## 連接街道
第一段
- 大埔道
- 桂林街
- 九龍道
- 欽州街
- 九江街
- 營盤街
- 東沙島街
- 東京街
- 永隆街
- 發祥街
- 長發街
- 興華街
- 昌華街
- 廣成街
- 元州街
- 集輝街
- 福榮街
- 福華街
- 光昌街
- 汝州西街
- 大南西街
- 醫局西街
- 通州西街
- 甘泉街
- 長沙灣道

第二段
- 長沙灣道
- 青山公路－葵涌段、蝴蝶谷道
- 蝴蝶谷交匯處 (青山公路－葵涌段、蝴蝶谷道、呈祥道 、尖山隧道 )

## 外部連結
维基共享资源上的相關多媒體資源：青山道